# 格拉涅纳德莱斯加里格斯
格拉涅纳德莱斯加里格斯，是西班牙加泰罗尼亚莱里达省的一个市镇。 总面积20平方公里，总人口154人（2001年），人口密度8人/平方公里。